# Crocodylus affinis

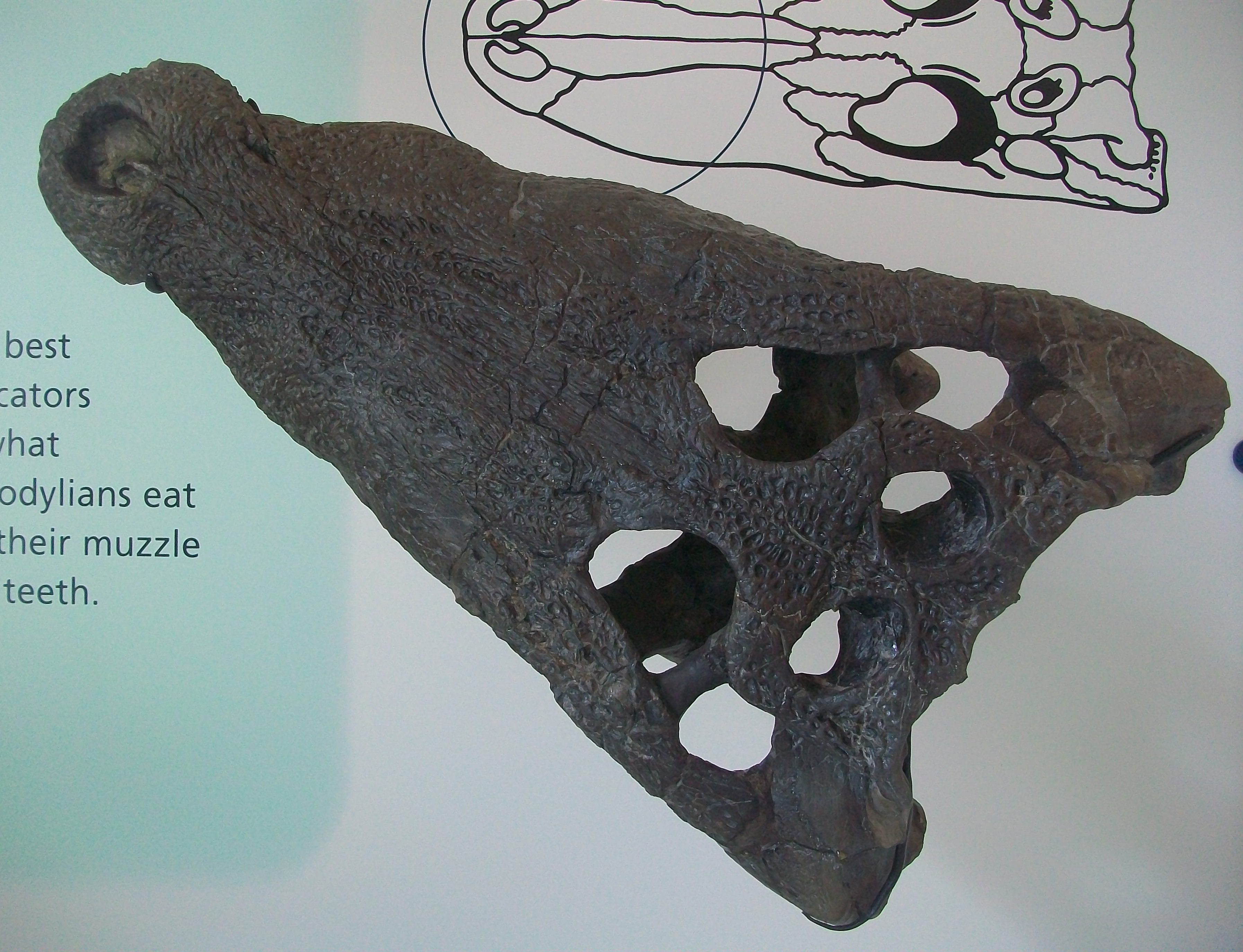
Cráneo holotipo de "Crocodylus" affinis (AMNH 6177) en exhibición en el Museo Americano de Historia Natural

"Crocodylus" affinis es una especie extinta de crocodiloide del Eoceno de Wyoming. Sus fósiles fueron descritos de la formación Bridger por el paleontólogo estadounidense Othniel Charles Marsh en 1871. Marsh describió esta especie, junto con las otras especies de crocodiloides de la formación Bridger, bajo el género moderno Crocodylus. Recientes estudios filogenéticos de los crocodiloides indican que "C." affinis no es una especie de Crocodylus, pero un nuevo género no se ha creado para incluir a esta especie. Otras especies de Bridger como Crocodylus clavis y Brachyuranochampsa zangerli han sido sinonimizadas con "C." affinis.